# Бернард Герзбрун
Бернард Герзбрун (англ. Bernard Herzbrun; 10 січня 1891, Нью-Йорк — 7 січня 1964, Лос-Анджелес, Каліфорнія) — американським артдиректор та художник-постановник. Був номінований на премію Оскар за найкращу роботу художника-постановника у фільмі «Регтайм бенд Олександра» (1938).

## Життєпис
Бернард Герзбрун народився 10 січня 1891 року в м. Нью-Йорк у сім'ї Германа Герзбруна (1854—1919) та Паули Герзбрун (1866—1951).
Він працював у кіноіндустрії артдиректор та художником-постановником у 275 фільмах в період з 1930 по 1955 роки.
Був одружений з Сарою Веронікою Лінч Герзбрун (1898—1923). Дружина померла під час пологів їхнього сина Германа Герзбруна (1923—2008).
Помер 7 січня 1964 року в Лос-Анджелесі, штат Каліфорнія.
Поховний на цвинтарі Маунт-Лебанон у Ґлендейл, Квінс, Нью-Йорк.

## Вибрана фільмографія
- 1930 — «Том Сойєр»
- 1936 — «Молочний шлях»
- 1938 — «За рогом»
- 1938 — «Моя щаслива зірка»
- 1938 — «Регтайм бенд Олександра»
- 1938 — «Острів на небесах»
- 1938 — «Щасливе приземлення»
- 1938 — «Міська дівчина»
- 1938 — «Прощавай назавжди»
- 1938 — «Маленька міс Бродвей»
- 1939 — «Останнє попередження містера Мото»
- 1947 — «Рожевий кінь»
- 1948 — «Річкова леді»
- 1948 — «Поцілунками витри кров з моїх рук»
- 1950 — «Жінка в бігах»
- 1950 — «Кід з Техасу»
- 1950 — «Я був магазинним злодюжкою»
- 1951 — «Еббот і Костелло зустрічають людину-невидимку»
- 1952 — «А ось і Нельсони»
- 1953 — «Руда з Вайомінгу»
- 1954 — «Тримайся подалі від Діабло»